# Emilio Recoba
Emilio Recoba (* 3. November 1904 in Montevideo; † 12. September 1992; nach anderen Angaben: * 1903; † 1991) war ein uruguayischer Fußballspieler.

## Leben
Recoba, über dessen Lebensdaten unterschiedliche Angaben vorhanden sind, kam im Barrio Palermo in Montevideo zur Welt. Als Geburtsdatum wird meist der 3. November 1904 genannt, doch zirkulieren auch das Jahr 1903 und das Jahr 1905 ohne exaktere Bestimmung. Verstorben ist er am 12. September 1992. Auch hier wird jedoch abweichend 1991 genannt.

## Karriere

### Verein
Recoba spielte auf Vereinsebene zunächst für den Charley FC, schloss sich aber bald Nacional Montevideo an. 1925 tourte er mit den Bolsos durch Europa. 1926 und 1927 absolvierte Recoba mit der Mannschaft Nacionals eine Tournee in Zentralamerika und den USA. Insgesamt bestritt er 142 Partien für die Montevideaner, davon 77 offizielle (drei Tore). Seine Karriere fand infolge einer Meniskus-Verletzung 1932 ihr Ende.

### Nationalmannschaft
Der Rechtsverteidiger war Mitglied der uruguayischen Fußballnationalmannschaft. Er debütierte für die Celeste am 18. Oktober 1926. Sein letztes von insgesamt fünf Länderspielen absolvierte er am 16. Juni 1929. Ein Torerfolg war ihm im Laufe seiner Nationalmannschaftskarriere nicht vergönnt. Recoba war auf internationaler Ebene am Gewinn des Campeonato Sudamericano 1926 beteiligt. Im Laufe des Turniers wurde er von Trainer Ernesto Fígoli viermal eingesetzt.
Zwar konnte er sich bei der Fußball-Weltmeisterschaft 1930 auch den Weltmeistertitel bei der erstmaligen Austragung dieses Turniers mit Uruguay sichern. Jedoch gehörte Recoba lediglich zum uruguayischen Aufgebot und kam im Verlaufe des Turniers nicht zum Einsatz. Eingeplant war er von Trainer Alberto Suppici als potentieller Ersatz José Nasazzis. Er verstarb als letzter noch lebender Weltmeister des 1930er-Kaders.

## Erfolge
- Weltmeister: Fußball-Weltmeisterschaft 1930
- Südamerikameister (Campeonato Sudamericano): 1926